# 長野県立田川高等学校
もしかして
- 長野県田川高等学校

ではありませんか？